# کارت تلویزیون و رادیو

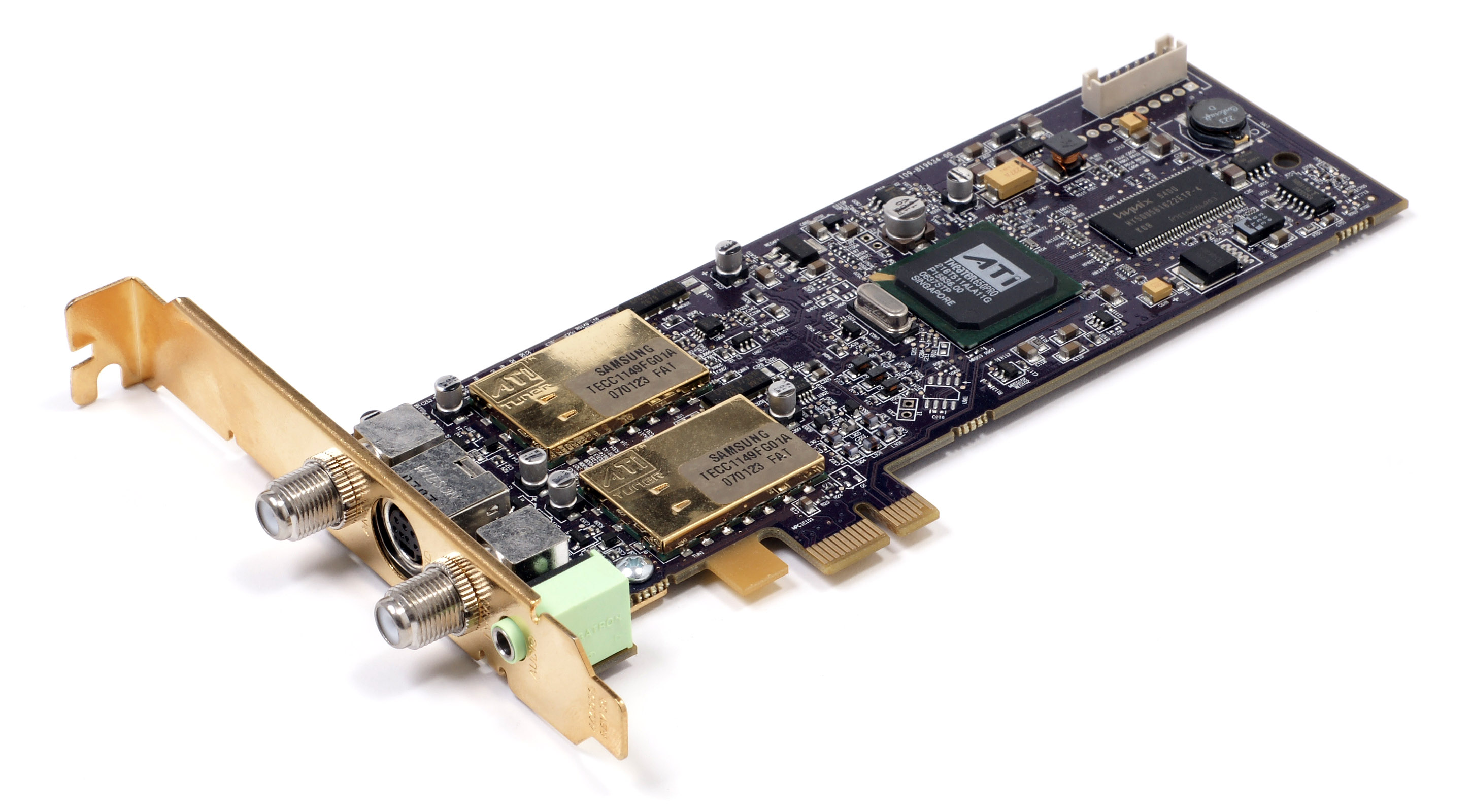
کارت تیونر تلویزیون ATI

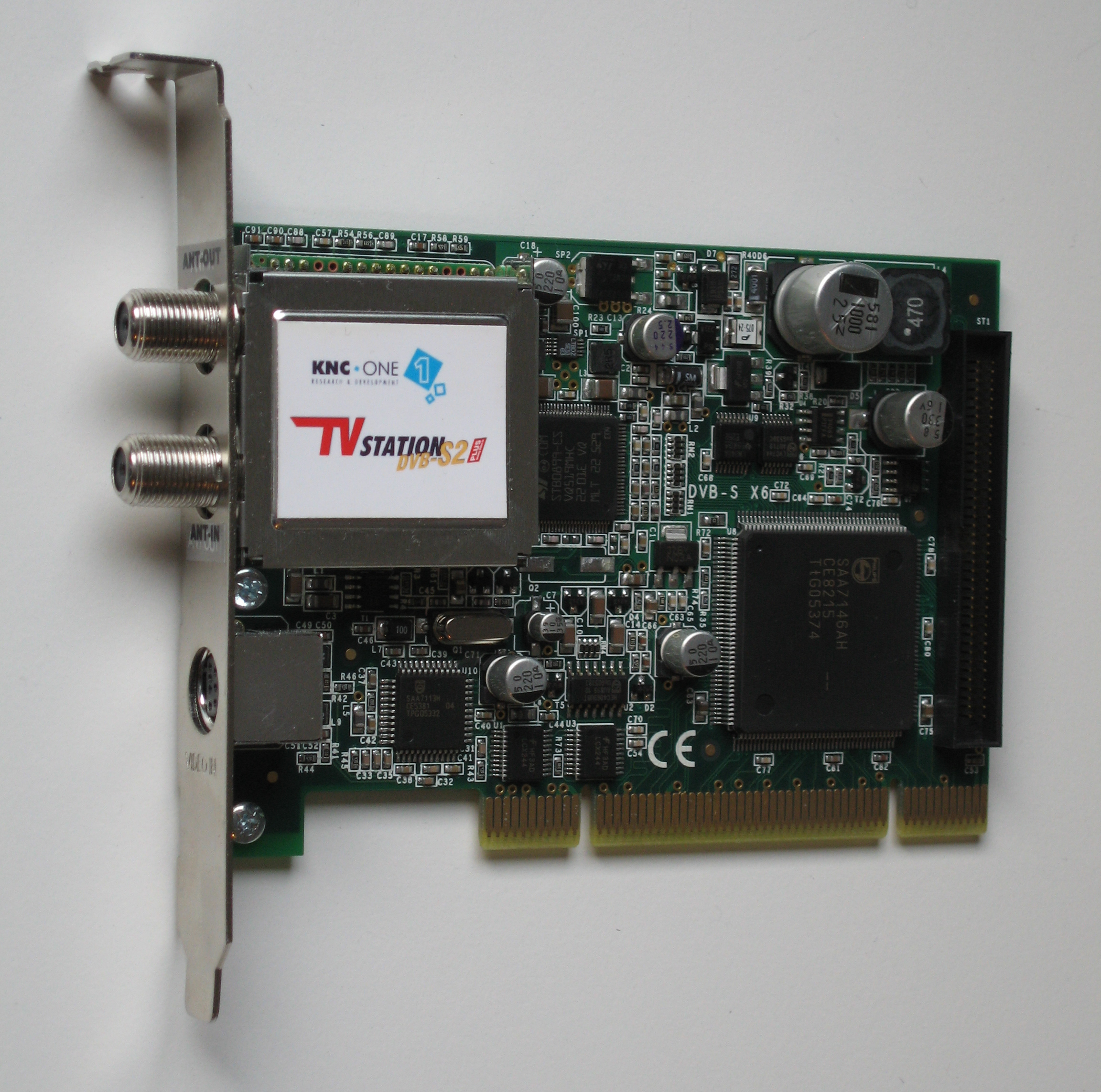
یک کارت تیونر DVB-S2

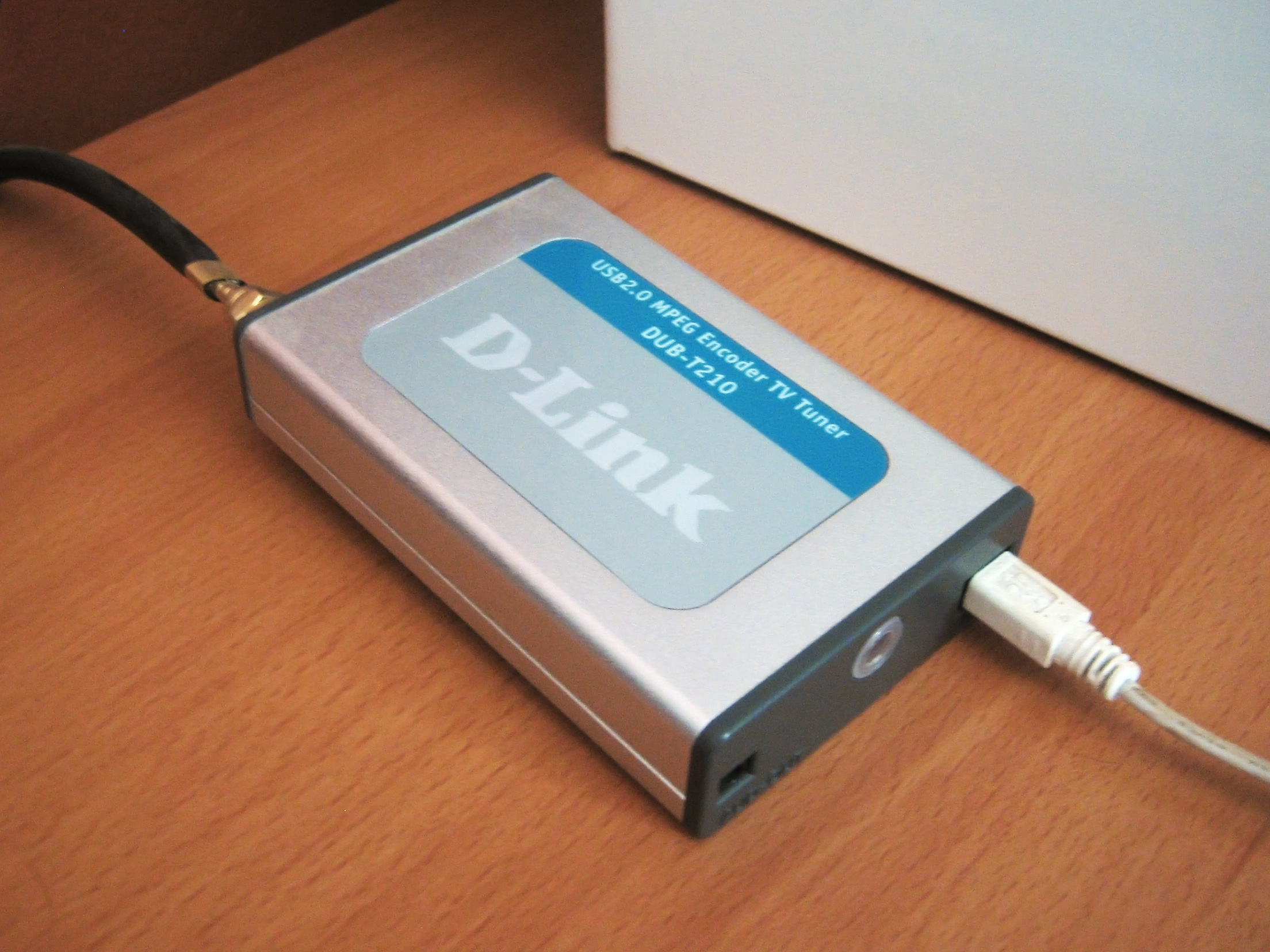
تیونر تلویزیون بیرونی D-Link

کارت تلویزیون و رادیو یکی از کارت‌های توسعه در رایانه‌های شخصی است که به ‌وسیلهٔ این کارت می‌توان برنامه‌های شبکه‌های مختلف تلویزیونی و رادیویی را با استفاده از رایانه دریافت و ضبط کرد.
بعضی از این کارت‌ها را می‌توان طوری تنظیم کرد که در زمان مشخصی کامپیوتر را روشن کند و از شبکهٔ مورد نظر به میزان مثلاً یک ساعت برنامه‌ها را ضبط کرده و سپس رایانه را مجدداً خاموش کند.
بیشتر این کارت‌ها دارای رادیو نیز هستند. شایان ذکر است برای دریافت شبکه‌های ماهواره‌ای نمی‌توان از کارت تلویزیون و رادیوی آنالوگ استفاده کرد و باید از دریافت کننده‌های دیجیتال ماهواره‌ای استفاده کرد.
به تازگی شرکت‌های سازنده برای بهبود و سهولت در کار با این سخت‌افزار دست به یک کار بزرگ زده‌اند و این کار آن‌ها در این زمینه بسیار موفق بوده‌است. شاید برایتان سؤال باشد چرا چون این شرکت‌ها این کارت‌های سخت‌افزاری را که بر روی درگاه کارت توسعه نصب می‌شد در لب تاپ‌ها قابل نصب نبود؛ به همین دلیل این کمپانی‌ها آن‌ها را به صورت سخت‌افزارهای USB تولید کرده‌اند و مانند یک مموری فلش به درگاه USB کامپیوتر یا لب تاپ شما متصل می‌شود و سپس مراحل نصب یک سخت‌افزار جدید را انجام می‌دهید و تنظیمات کارت تلویزیون و کانال یابی و سپس تماشای آن‌ها لازم است ذکر شود با توسعهٔ تلویزیون‌های دیجیتال این کارت‌ها به صورت دیجیتال و آنالوگ تولید می‌شوند ولی می‌توان با قدرت گفت که تلویزیون دیجیتال بهتر از تلویزیون آنالوگ است زیرا کفیت تصویر بالا و کیفیت صدای بالا و نداشتن پرش تصویر و نداشتن نویز بر روی صدا و تصویر بهترین سیستم تلویزیونی شناخته می‌شود سیستم دیجیتال قابلیت ارسال کانال‌های بیشتر و دریافت تصاویر بیشتر نسبت به آنالوگ است لازم است ذکر شود برایتان بگوییم که کارت‌های توسعه زیادی در بازار وجود دارد اگر می‌خواهید شبکه‌های ماهواره‌ای را دریافت کنید نیاز به کارت رسیور می‌باشد که دارای قیمت‌های بیشتر از دیگر کارت‌های توسعه می‌باشند و این کارت‌ها همانند کارت تلویزیون می‌توانند برنامه‌ها را ذخیره کنند ولی بر پایه قانون کپی رایت پخش آن‌ها بر روی سایت‌ها و کلیپ‌ها موبایل و… پیگرد قانونی دارد.